# Martín Lorenzini
Martín Lorenzini nació en Buenos Aires el 26 de septiembre de 1975. Es un Gran Maestro Internacional del ajedrez argentino, campeón nacional 2011.

## Resultados destacados en competición
Ganó el Campeonato Argentino 2011, realizado en 2012.
Fue campeón de la ciudad de Córdoba en 2010 y 2011.
Fue campeón de la ciudad de Rosario en 2012 y 2013.
Participó representando a Argentina en la olimpiada de Estambul 2012.